# Paryphanta busbyi
Paryphanta busbyi е вид коремоного от семейство Rhytididae.

## Разпространение
Видът е разпространен в Нова Зеландия.